# Reluktancja
Reluktancja, rezystancja magnetyczna, opór magnetyczny obwodu magnetycznego – opór stawiany strumieniowi magnetycznemu na drodze przepływu.
Pojęcie reluktancji jest analogiczne do rezystancji w obwodach elektrycznych. Reluktancja jest skalarem. Całkowita reluktancja jest stosunkiem siły magnetomotorycznej w pasywnym obwodzie magnetycznym do całkowitego strumienia magnetycznego w tym obwodzie. Jednostką reluktancji w układzie SI jest henr−1. Z definicji może być wyrażona:
{\displaystyle {\mathcal {R}}={\frac {\mathcal {F}}{\Phi }},}
gdzie:
{\displaystyle {\mathcal {R}}} – reluktancja wyrażona w amperozwojach na weber (jest to jednostka równoważna zwojowi na henr),
{\displaystyle {\mathcal {F}}} – siła magnetomotoryczna wyrażana w amperozwojach,
{\displaystyle {\mathcal {\Phi }}} – strumień magnetomotoryczny wyrażony w weberach.
Strumień magnetyczny zawsze tworzy zamkniętą pętlę w sposób opisany równaniami Maxwella, ale kształt pętli zależy od reluktancji materiałów. Strumień jest skoncentrowany wokół ścieżek o najmniejszej reluktancji. 
Reluktancję jednorodnego obwodu magnetycznego można obliczyć wzorami:
{\displaystyle R_{\mu }={\frac {l}{\mu _{0}\mu _{r}S}}}
lub
{\displaystyle R_{\mu }={\frac {l}{\mu S}},}
gdzie:
{\displaystyle l} – długość obwodu magnetycznego w metrach,
{\displaystyle \mu _{0}} – przenikalność magnetyczna próżni równa {\displaystyle 4\pi \times 10^{-7}} henra na metr,
{\displaystyle \mu _{r}} – względna przenikalność magnetyczna materiału (bezwymiarowa),
{\displaystyle \mu } – przenikalność magnetyczna materiału {\displaystyle (\mu =\mu _{0}\mu _{r}),}
{\displaystyle S} – przekrój poprzeczny obwodu magnetycznego w metrach kwadratowych.
Odwrotnością reluktacji nazywamy permeancją lub przewodnością magnetyczną.